# Istaria: Chronicles of the Gifted
Istaria: Chronicles of the Gifted (initialement baptisé Horizons: Empire of Istaria) est un jeu de rôle en ligne massivement multijoueur développé par Artifact Entertainment et publié par Atari le 5 décembre 2003 (le 13 janvier 2004 en France).
Il est possible de contrôler un personnage de onze différentes races et classes choisies par le joueur, comme un nain, un gnome, ainsi que d'autres races moins classiques comme un dragon, par exemple. Le personnage évolue en fonction de 28 professions d'aventure différentes, et 20 professions d'artisanat, qu'il peut exercer en même temps (certaines professions sont exclusivement pour le dragon).
En 2005, Tulga Games, société fondée par David Bowman ancien employé d'Artifact Entertainment qui s'est mis en situation de faillite, achète l'intégralité du jeu, et le revend en 2006 à EI Interactive, société rachetée par Pixel Magic Entertainment Corporation en novembre 2006. Virtrium LLC, société aussi fondée par un ancien employé d'Artifact Entertainment Rick Simmons, rachète l'intégralité des droits sur le jeu appartenant à EI Interactive et les autres éléments appartenant encore à Tulga Games le 18 juillet 2007, et change le nom en Istaria: Chronicles of the Gifted en 2008.